# Aeolus Ridge
Aeolus Ridge är en bergstopp i Antarktis. Den ligger i Västantarktis. Argentina, Chile och Storbritannien gör anspråk på området. Toppen på Aeolus Ridge är 1 300 meter över havet.
Terrängen runt Aeolus Ridge är huvudsakligen kuperad, men platt i sydvästlig riktning. Trakten är obefolkad utan några samhällen i närheten. 